# Нэбута
Нэбута (яп. 侫武多) — японский летний праздник в регионе Тохоку.

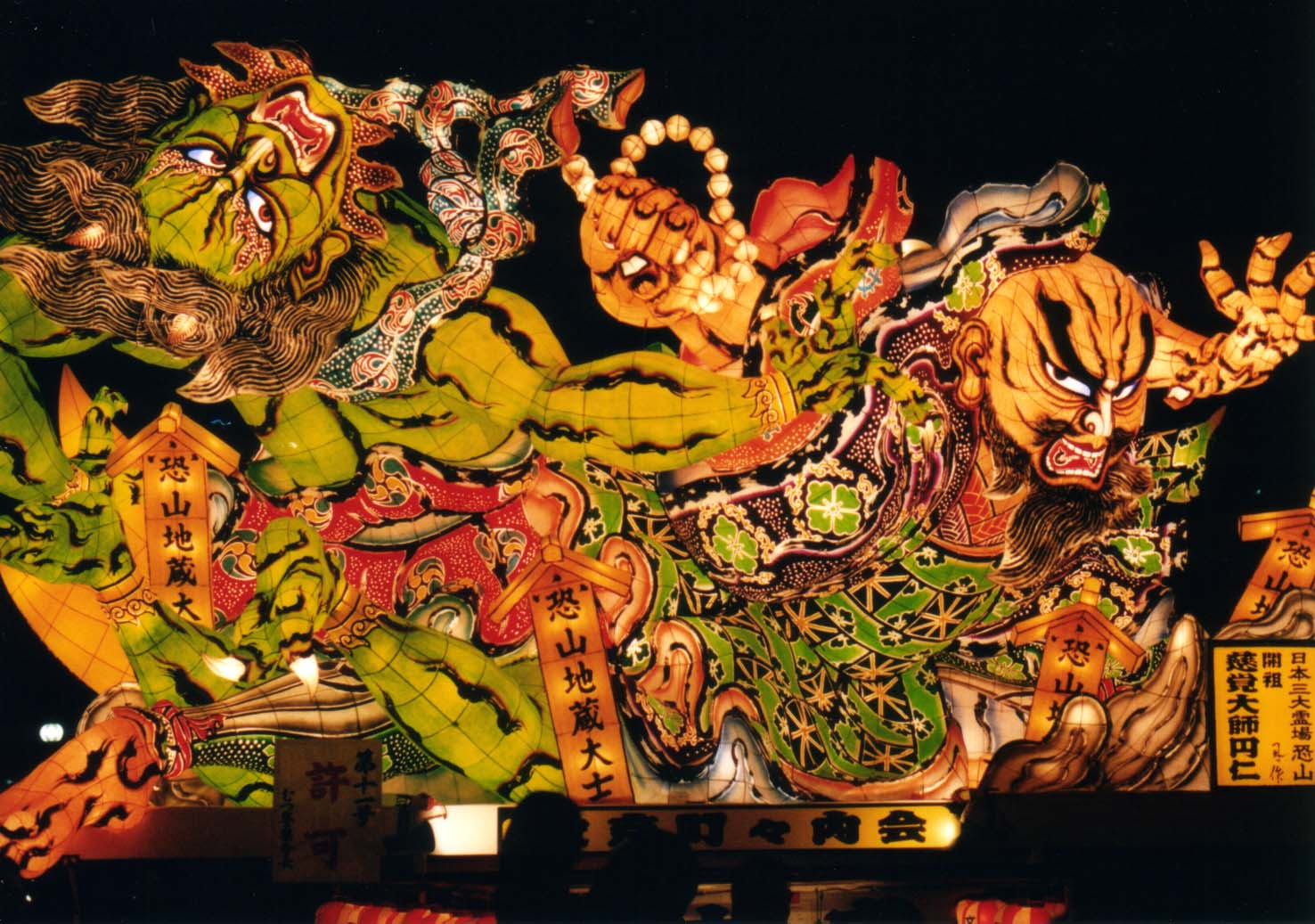
Нэбута в Оминато (современный город Муцу) в 2003 году. На помосте — фонарь с демонами.

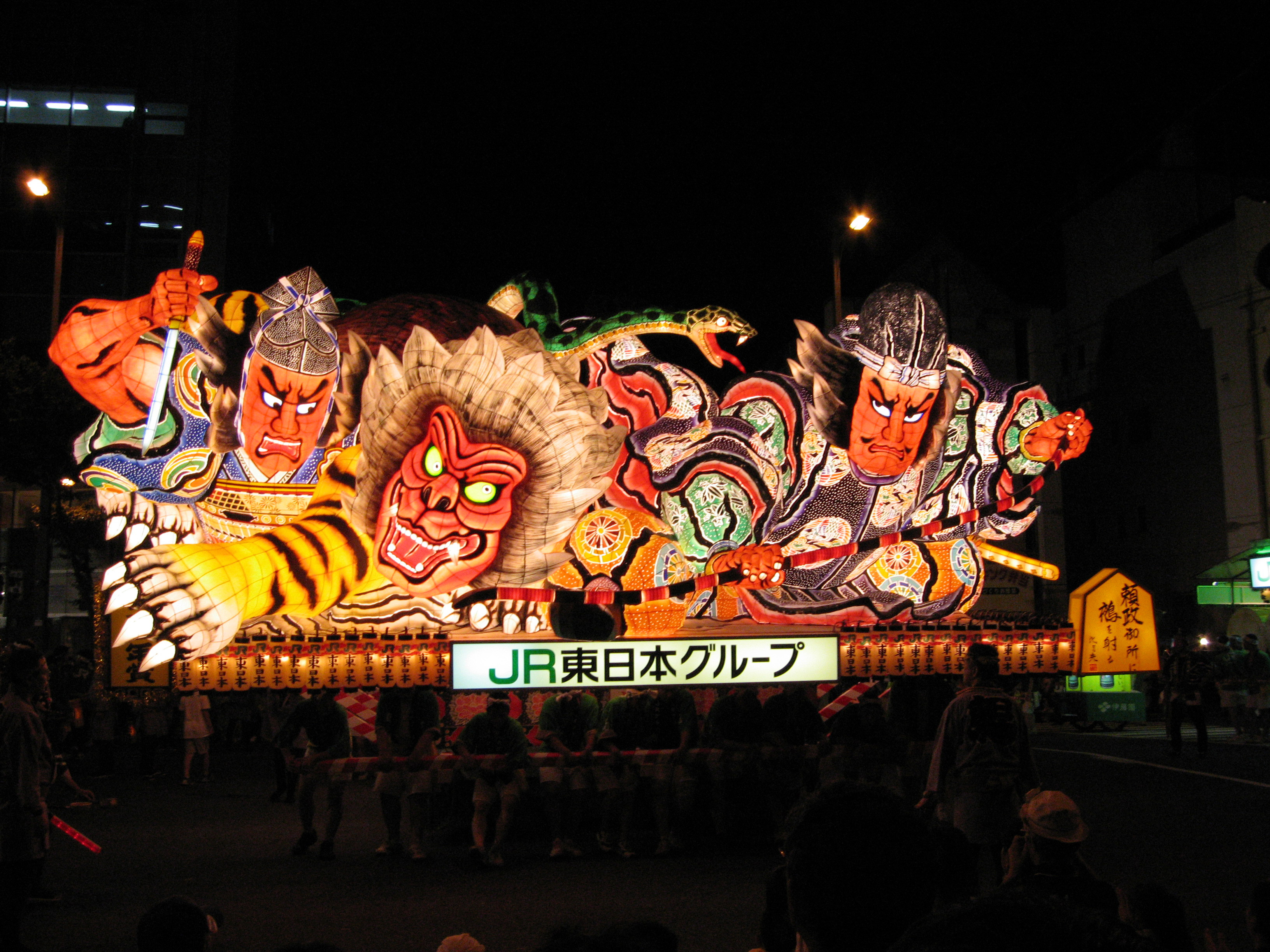
Нэбута в Аомори в 2006 году.

Как правило, нэбута организовывают в первой декаде августа, с первого по седьмое число седьмого месяца по старому солнечно-лунному календарю.
Праздник имеет вид ночного шествия, во время которого участники катят улицам города помосты на колёсах, увенчанные гигантскими фонарями. Эти фонари сделаны из бамбука и бумаги в виде вееров, животных или легендарных героев и актёров. Всё шествие сопровождается традиционной японской музыкой — боем в барабаны и звуками флейты. В последний день торжества помосты с фонарями спускают на реку или море.
Праздник нэбута связан с общеяпонским праздником огня обон, на котором принято поминать усопших, а также восточноазиатским праздником «седьмого вечера» танабата.
Наиболее известными из всех летних нэбута являются праздники, проводимые в городах Аомори и Хиросаки в префектуре Аомори. С 1980 года оба праздника получили статус важных культурных приобретений Японии.